# TMBThanachart Bank
De TMBThanachart Bank Public Company Limited (TTB) is een grote Thaise bank (de aanduiding 'Public Company Limited' is vergelijkbaar met die van naamloze vennootschap (nv)). TMBThanachart Bank ontstond in 2019 door een fusie van de Thai Military Bank (TMB) en de Thanachart Bank.
De TMB Bank, met hoofdkantoor in Bangkok, werd opgericht in 1957. De bank hield zich met tal van bancaire zaken bezig, zoals betaalrekeningen, spaarrekeningen, deposito's, leningen en effecten. Leningen verstrekte zij vooral ten behoeve van de woningbouw, de bouwsector in het algemeen, alsmede de land- en mijnbouw. De activiteiten op het gebied van effecten betroffen zaken als vermogensbeheer, advisering en makelaardij. Op 7 november 2007 werd bekendgemaakt dat de Nederlandse ING Groep een aandeel van dertig procent in de TMB Bank nam en daar 460 miljoen euro voor betaalde. De ING Groep hoopte zo voet aan de grond in Azië te krijgen en wilde de TMB Bank in de top vijf van retailbanken positioneren. De Nederlandse DSB Bank had reeds een aandeel van 16,1 procent in de TMB Bank.
De Thanachart Bank ontstond in 1980 en was een retailbank gespecialiseerd in autoleningen en autofinancieringen.